# Carlos Holguín Sardi
Carlos Holguín Sardi (Cali, 16 de septiembre de 1940) es un abogado y político colombiano, miembro del Partido Conservador.
Holguín fue presidente del Senado, ministro de interior y de justicia, alcalde de Cali y dos veces gobernador del Valle del Cauca, considerado el conservador más importante del Valle del Cauca, por su trayectoria de más de cuarenta años en política en cargos de libre nombramiento y remoción y cargos de elección popular.
Holguín cuenta con un gran respaldo político en su departamento, lo que le ha permitido ser elegido alternadamente, Representante a la Cámara, Senador de la República y Gobernador del Valle del Cauca. Igualmente, ha sido director por varios años de su partido.
Su trayectoria e influjo en las altas esferas del poder colombiano influyeron para que Álvaro Uribe Vélez lo nombrara Ministro de Interior y de Justicia para su segundo gobierno, uno de los cargos ejecutivos más importantes por tener que gestionar en el congreso los proyectos de ley y representar al gobierno en diferentes aspectos del quehacer político nacional.

## Biografía
Carlo nació en Cali, el 16 de septiembre de 1940, en el seno de un importante familia de políticos y diplomáticos conservadores.
Holguín inició su carrera política como representante a la cámara por el Valle del Cauca, el 20 de julio de 1966 a los 25 años, durante el Frente Nacional. Ocupó la curul hasta el 20 de julio de 1970. Desde su curul, Holguín apoyó la continuación del proyecto del Frente Nacional.

### Alcalde de Cali (1970-1973)
Ese año, el presidente conservador Misael Pastrana (de quien Holguín era un cercano amigo y seguidor ideológico) lo nombró alcalde de su ciudad natal, de septiembre de 1970 a mayo de 1973. Durante su administración, la ciudad fue sede de dos importantes eventos internacionales, lo que le dio a Cali un auge cultural y social que luego derivó en la ciudad cosmopolita de hoy y llegó a ser conocida con el término Caliwood
Surgieron grandes artistas como Carlos Mayolo, Luis Ospina y Andrés Caicedo. También se dio el inicio del auge de la salsa como género musical en la ciudad. Paralelamente ambién empezaron los problemas del narcotráfico con la marihuana. Según el artista Alejandro Martín ː

Antes de 1971 Cali era una ciudad pequeña, con pretensiones de modernidad, que atraía a extranjeros por su cercanía con el Puerto y que estaba viviendo unos procesos culturales muy fuertes que se iniciaron en el año 1956, cuando se abre el Club Cultural La Tertulia. El año 71 significó el clímax de todos esos procesos y el salto de Cali hacia una ciudad moderna

Durante su administración Holguín inauguró el Coliseo El Pueblo y el Aeropuerto Internacional Alfonso Bonilla Aragón o Aeropuerto Palmaseca de Palmira, mejoró el estadio Pascual Guerrero, se mejoraron las vías, y se fomentó el turismo en la ciudad, a propósito de los dos eventos internacionales que albergó la ciudad. Martín continua diciendo ː

El Gobierno Nacional, el departamental y el local, se encaminaron a la ejecución de las obras para los Juegos del 71, apoyados por la burguesía local, sobre todo por hombres como Alfonso Bonilla Aragón y por grandes personalidades de la cultura y la política del momento. En gran medida, la Cali del 71 es un proyecto de la burguesía caleña y de una clase media que viene surgiendo y que busca que la ciudad no solo tenga una infraestructura diferente, sino que fortalezca espacios para el arte y la cultura. Un proyecto que busca cambiar a la Cali que nos dejó el año de 1956, con la explosión de los camiones de dinamita en el barrio San Nicolás

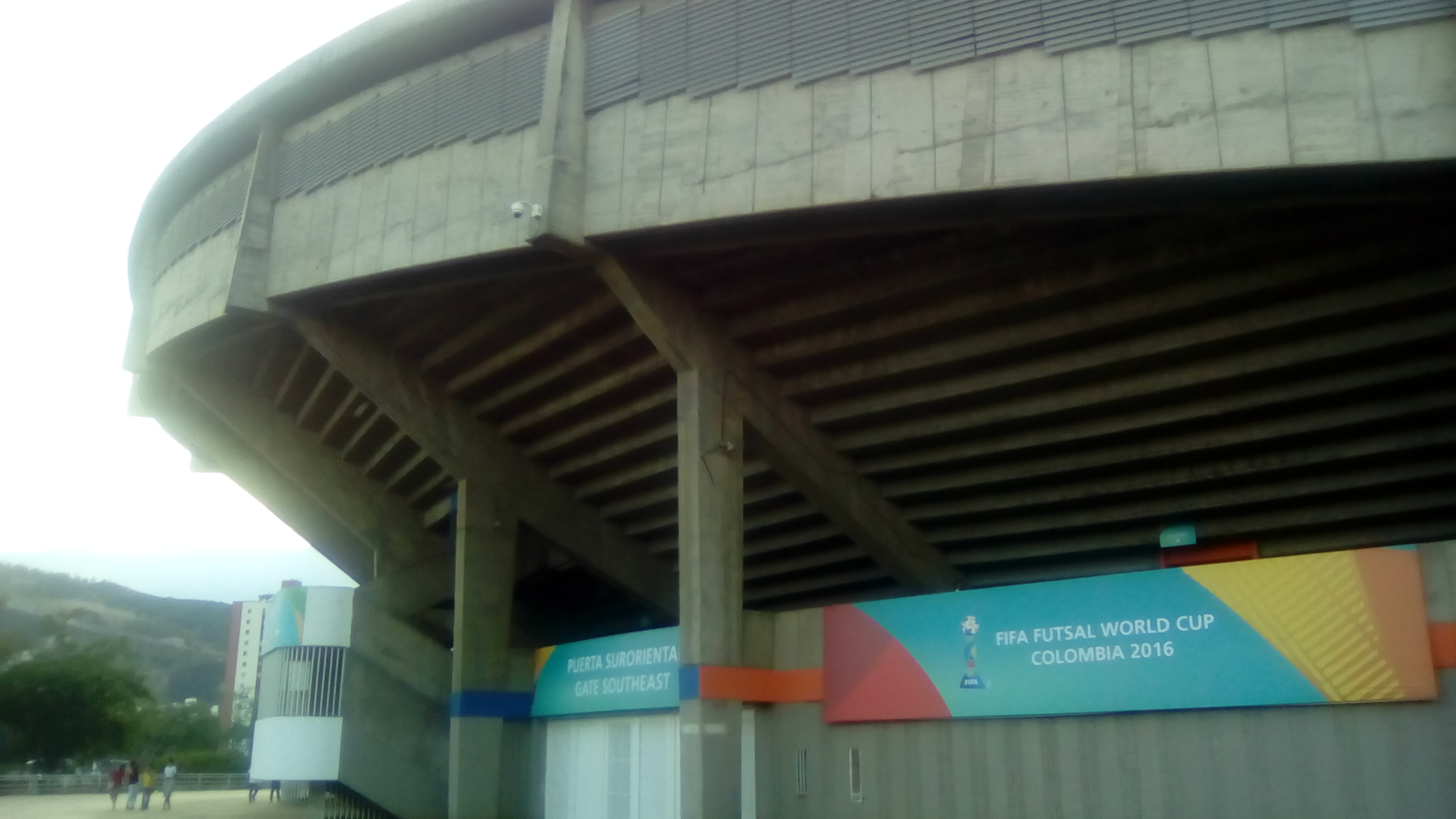
Coliseo del Pueblo en 2011.

Holguín recibió los Juegos Panamericanos de 1971, celebrados en el Pascual Guerrero de Cali, siendo los primeros eventos deportivos de su tipo en el país. La ciudad sufrió un desarrollo importante para la acogida de los juegos, obras que se iniciaron en 1967. Los ganadores del evento fueron Estados Unidos, Cuba, Canadá, Brasil y México.
En 1971 también la ciudad fue sede de la Bienal Internacional de Artes Gráficas. El evento se hizo en el antiguo edificio de La Tertulia, que en 1968 se transformó en el Museo de Arte Moderno de Cali.

#### Controversias
Sin embargo también se dieron varios hechos polémicos en la ciudad. Se dio un paro de maestros, al que luego se adhirieron obreros y estudiantes. Holguín sofocó a la fuerza una movilización estudiantil en febrero de 1971, precisamente en respuesta por la realización de los juegos panamericanos y por los polémicos comicios de 1970. Las fuerzas del orden se tomaron la Universidad del Valle y provocaron la muerte de varios estudiantes, incluyendo a heridos civiles y militares.
Martín se refirió así a la respuesta del gobierno:

Al día siguiente, el 27 de febrero, la ciudad completa amanece militarizada y el presidente Misael Pastrana decreta el Estado de Sitio en todo el país. Por supuesto, lo hace porque Cali está ‘ad portas’ de la inauguración de los Juegos y estas protestas estaban poniendo un manto oscuro sobre la ciudad. Así que debían reprimirlas a como diera lugar.

### Ministro de comunicaciones y concejal de Cali (1973-1974; 1976)
El 13 de abril de 1973, cuando aún era alcalde de la ciudad, en el gobierno de Misael Pastrana se le nombró ministro de comunicaciones, estando en el cargo hasta el 7 de agosto de 1974.

### Primera gobernación del Valle (1976-1978)
El 6 de septiembre de 1976, en el gobierno de Alfonso López Michelsen se le nombró como gobernador del departamento del Valle del Cauca. Permaneció hasta el 1 de septiembre de 1978, cuando el gobierno de Julio César Turbay, lo reemplazó por Jaime Arizabaleta Calderón.
Durante su administración Cali (que ya iba en lenta decadencia por los narcóticos), se convirtió en uno de los dos centros del narcotráfico del país (junto a Medellín), y se dio la incursión del Cartel de Cali, que fue fundado en 1975, cuando los hermanos Miguel y Gilberto Rodríguez Orejuela organizaron a los capos de la región bajo una sola organización criminal, siendo el primer cartel de la droga del país.

### Congresista de Colombia (1982-1990)
El 7 de agosto de 1982, Holguín llegó por primera vez como senador al Congreso, estando en el cargo por dos períodos, de 1982 a 1986, y de 1986 a 1990, en ambas ocasiones por el Partido Conservador, recibiendo el apoyo del expresidente Pastrana, su referente político de antaño. 
En su primer período llegó a ser presidente del Congreso, entre el período 1983-1984. La corporación legislativa vivió un tiempo turbulento, puesto que se dio el debate entre el entonces ministro de Justicia, Rodrigo Lara Bonilla, y el representante a la cámara suplente, Pablo Escobar Gaviria. El debate, que se prolongó por varias sesiones a lo largo de la segunda mitad del año 1983, dio como resultado la exposición pública de Escobar como el líder del Cartel de Medellín, la expulsión de Escobar del Congreso, y ultimadamente, el asesinato de Lara el 30 de abril de 1984.
En 1990 Holguín regresó al senado de Colombia, pero su período como congresista terminó intempestivamente a mediados de 1991, tras la aprobación de la Constitución Política de Colombia de 1991, que estableció la derogación de todas las normas, incluyendo la vigencia del Congreso de 1990.

### Segunda gobernación (1992-1994)

#### Candidatura a la gobernación del Valle (1991)
Tras su retirada del congreso, Holguín se presentó a los comicios de 1992 como candidato del Partido Conservador a la gobernación, enfrentándose al liberal Federico Rengifo y a los disidentes Armando Holguín y Ernesto González. Holguín fue elegido por primera vez como jefe del departamento en unas elecciones populares, y ocupando el cargo por segunda vez. Holguín afirmó en su proclamaciónː

Mil gracias a todos los vallecaucanos. Creo que hoy han ganado la totalidad de los vallecaucanos
[…] lo que sigue hacia el futuro, durante los próximos tres años, es un triunfo de los vallecaucanos, a los cuales les hemos ofrecido un buen gobierno, un gobierno honesto, que le dé al Valle un futuro con grandeza, que haga de ésta, la tierra de las oportunidades, y que le dé un impulso a todos los vallecaucanos, para que puedan mejorar fundamentalmente la calidad de vida, que hoy no es lo suficientemente grata, ni lo suficientemente justa de acuerdo a nuestro desarrollo económico y social.
Carlos Holguín Sardi, 27 de octubre de 1991

Durante su administración, que fue del 1 de enero de 1992 al 31 de diciembre de 1994, el Cartel de Cali se convirtió en la mayor organización narcotraficante de Colombia, y Cali en el centro mundial de la cocaína, tras la decadencia del Cartel de Medellín y la fuga de Pablo Escobar, quien fue abatido en 1993. De hecho, la ciudad degeneró en una metrópoli violenta y corrupta, y en general el departamento se volvió inseguro, estando en la mira de los gobiernos de George Bush y Bill Clinton. También comenzaron las primeras incursiones de las FARC y las autodefensas en las regiones vecinas del departamento.

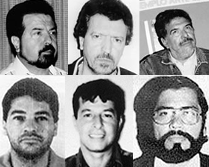
Miembros del Cartel de Cali.

Cosas positivas de su gobierno fueron la privatización del Puerto de Buenaventura en marzo de 1992, promovió con la alcaldía de Cali la descontaminación de los ríos Cauca y Cali. También enfrentó el apagón de 1992 en su departamento, la suspensión temporal de las lotería en el Valle por problemas de corrupción de los encargados y una peste de malaria en el puerto de Buenaventura.
Holguín creó los Juegos Internacionales del Pacífico, con miras a celebrarse en 1994, por lo que dedicó lo que quedaba de su gobierno a modernizar el departamento durante 1993. En este mismo año, la gobernación inició una investigación por el alquiler irregular de escenarios deportivos del departamento para eventos musicales y en junio de 1993 se involucró con un conflicto con el ministro de las comunicaciones William Jaramillo, por supuestas dilaciones en la autorización de la empresa ERT, competidora de Telecom.
Una de sus últimas controversias se dio en la Navidad de 1993, cuando se dio la Operación Juanchito, un fallido operativo que buscaba poner bajo arresto a miembros del Cartel de Cali. La operación enfrentó a Holguín con el ministro de gobierno Fabio Villegas. El asunto causó la renuncia masiva de varios miembros de su gabinete. Durante las elecciones presidenciales de 1994, Holguín intentó mantener a raya a los narcotraficantes de los comicios, pese a que se comprobó que ellos fueron quienes financiaron la campaña presidencial del ganador de la contienda, Ernesto Samper.
Irónicamente, Holguín fue nombrado como uno de los mejores gobernantes de Colombia en 1994.

### Regreso al Congreso (1998-2006)
Terminado su gobierno, Holguín regresó al congreso como senador del conservatismo para las elecciones de 1998, obteniendo 74.000 votos. Días después, sin embargo, hubo una controversia dado que el electo presidente Andrés Pastrana lo postuló para que fuera su ministro de gobierno, por lo que Holguín se negó inicialmente a asumir la curul a la espera del concepto del Consejo de Estado.

#### Primera campaña de Uribe (2001-2002)
En 2001, Holguín, quien era presidente del Directorio Nacional Conservador, postuló como candidatos iniciales a Humberto de La Calle, quien rechazó la candidatura. Luego le ofrecieron la candidatura a Noemí Sanín, quien se postuló como independiente, y luego al ministro de Pastrana Augusto Ramírez Ocampo, quien renunció a su cargo para aceptar la candidatura. Posteriormente el partido lanzó la candidatura de Juan Camilo Restrepo, quien por el poco respaldo de sus compañeros declinó la aspiración. Holguín entonces decidió adherir al partido a la campaña de Uribe, aún en perjuicio de los intereses de Pastrana.

#### Segunda campaña de Uribe (2005-2006)

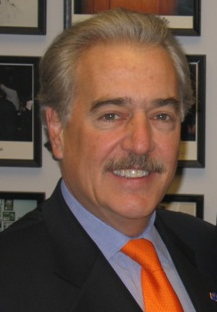
Pastrana en 2005.

Uribe terminó ganando la contienda electoral en mayo de 2002. Ese mismo año, Holguín volvió a ser elegido para el senado por el conservatismo y permaneció en su curul hasta el 7 de agosto de 2006.

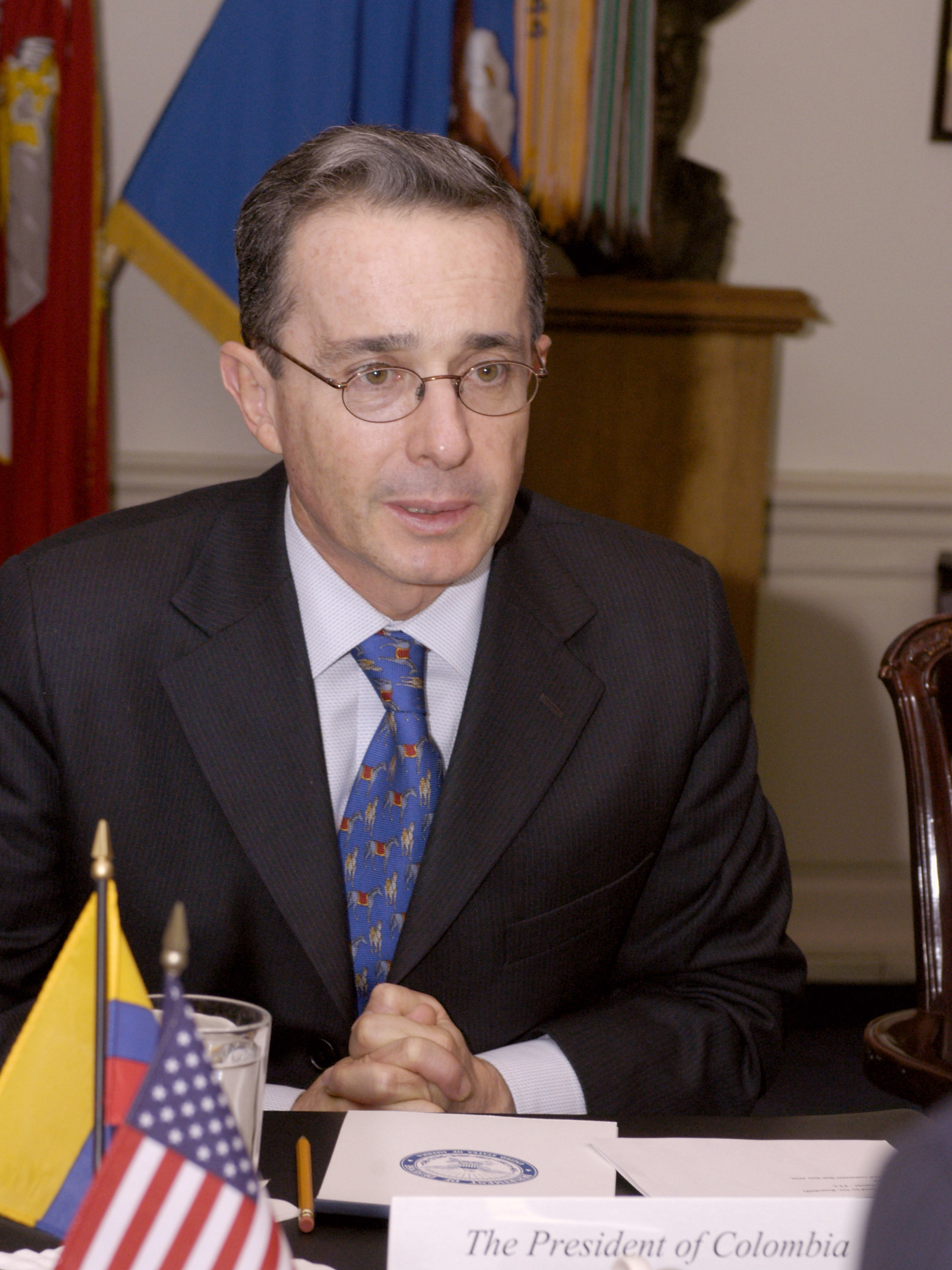
Uribe en 2004.

En el Congreso, Holguín fue uno de los congresistas que apoyó la reforma constitucional que permitió la reelección de Uribe para el período 2006-2010. En efecto Uribe se presentó para un segundo mandato y barrió con sus competidores. De nuevo Holguín logró adherir al conservatismo a la campaña uribista, pese a los esfuerzos del expresidente Pastrana de lograr presentar un candidato propio del partido conservador.

### Ministro de Interior y Justicia de Colombia (2006-2008)
El 22 de agosto de 2006 el reelecto presidente Álvaro Uribe Vélez lo nombró como ministro del Interior y de Justicia, renunciado a su curul y a la presidencia del conservatismo, y convirtiéndose en uno de los más fieles defensores del presidente.
Una de sus polémica medidas la forma en que llevó a cabo el sometimiento de los paramilitares durante el proceso de paz con las AUC. El 20 de junio de 2008, Holguín renunció al ministerio, y, en su lugar, Uribe designó al conservador Fabio Valencia Cossio.

### Elecciones presidenciales de 2010 y actualidad
En 2009 se le ofreció ser precandidato presidencial por el conservatismo y lanzar su candidatura en la consulta interna del partido en septiembre de 2009, pero Holguín declinó de la postulación en agosto del mismo año, señalando su interés de apoyar la segunda reelección del presidente Uribe. Finalmente Uribe perdió el pulso contra la Corte Constitucional y apoyó la candidatura de Juan Manuel Santos, a quien también se adhirió Holguín.
Pocos años después fue vinculado por los paramilitares Salvatore Mancuso y Don Diego como colaborador del paramilitarismo. Holguín desmintió las declaraciones y la Corte Suprema cerró las investigaciones en 2018.

## Vida privada

### Semblante
Críticas más superficiales han suscitado por su forma de hablar, un tanto adormilada, así como el hecho de ser mostrado en televisión durmiendo durante sesiones del congreso, lo que le ha acarreado fama de político perezoso y despistado. Su aspecto severo también lo ha hecho tener fama de ser una persona de mal carácter. Sin embargo, su habilidad y astucia política sobresalen, tanto que el escritor Gustavo Álvarez Gardeazábal, uno de sus más enconados críticos, se refiere a él como Un perro viejo que late echado (en referencia a que puede mandar y dirigir con su voz sin necesidad de actuar o moverse).

### Familia

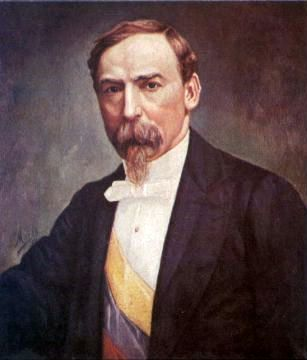
Carlos Holguín Mallarino, su tío abuelo.

Carlos Holguín es miembro de una de las familias con mayor influencia de la región, los Holguín, vinculados al Partido Conservador Colombiano desde sus inicios. Carlos es hijo de Carlos Holguín Lloreda y de Josefa Sardi Garcés, y hermano de Estelita, Piedad y Carmen Holguín Sardi, siendo el segundo y único hijo varón de la pareja.
Su padre era hijo de Enrique Holguín Mallarino, hermano de los políticos Carlos (presidente de Colombia entre 1888 a 1892), y Jorge Holguín Mallarino (presidente de Colombia encargado en 1909 y entre 1921 y 1922). Los hermanos eran, a su vez, hijos del empresario Vicente Holguín Sánchez y sobrino maternos de Manuel María Mallarino Ibargüen (designado presidente entre 1855 y 1857) pues su madre era hermana del político. A su vez Carlos estaba casado con Margarita Caro Tobar, hermana de Miguel Antonio Caro e hija de José Eusebio Caro Ibáñez; y Jorge con Cecilia Arboleda, hija de Julio Arboleda Pombo y sobrina de Sergio Arboleda. Por otra parte su padre era nieto de José Lloreda Becerra, quien también era bisabuelo de Álvaro Lloreda, fundador del diario colombiano El País, y padre a su vez del político conservador Rodrigo Lloreda Caicedo.

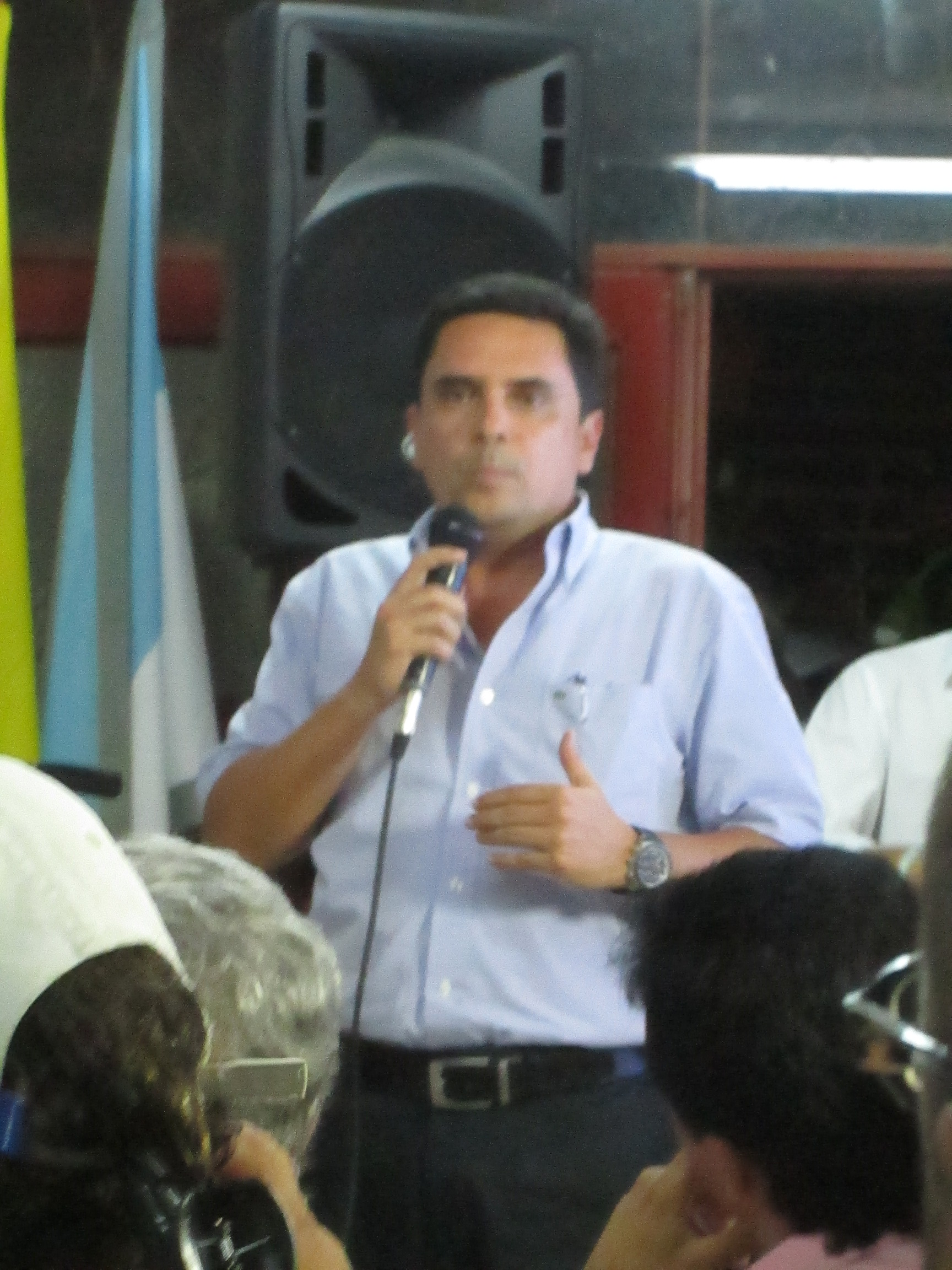
Carlos José Holguín, su hijo.

En conclusión, Carlos es sobrino nieto de los hermanos Carlos y Jorge Holguín, sobrino bisnieto de Manuel María Mallarino, y primo en cuarto grado de Rodrigo Lloreda. Carlos también es primo tercero de María Ángela Holguín, nieta de su tío abuelo Jorge Holguín; y primo del escritor Andrés Holguín Holguín y del político Carlos Holguín Holguín, quienes eran hijos de su tío Rodrigo Holguín Lloreda y nietos de Carlos Holguín por su hija Catalina Holguín Caro.
Su madre, por otro lado, era descendiente de inmigrantes italianos que llegaron de Alessandria a Colombia en el siglo XIX.

### Matrimonio y descendencia
Carlos se casó con Blanca Lilia Molina, con quien tuvo a su único hijo, el abogado y político conservador Carlos José Holguín Molina. Holguín Molina fue derrotado en las elecciones locales de 2019 por la alcaldía de Cali por Jorge Iván Ospina.
Carlos se casó en segundas nupcias con Amparo Bouzas, su actual esposa.